# Cratone Rae

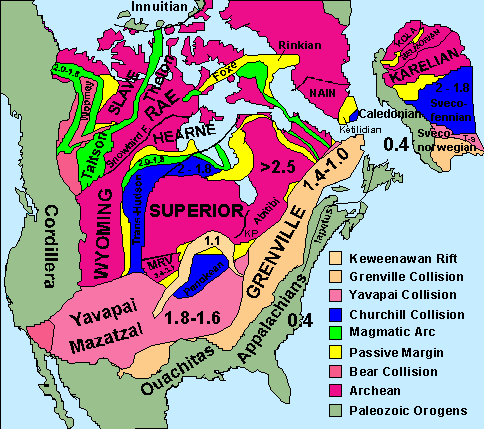
Paleo mappa dei cratoni, basamenti cristallini e cinture orogenetiche del Nord America e Scandinavia.

Il cratone Rae, situato nella parte settentrionale del Canada a nord del cratone Superiore,  è uno dei sei cratoni archeani dello scudo canadese (assieme al cratone Slave, cratone Hearne, cratone del Wyoming, cratone Superiore, cratone Nain) che sono legati assieme da una cintura orogenetica del Paleoproterozoico. Prima di suturarsi assieme, questi cratoni formavano microcontinenti indipendenti.

## Situazione geologica
Il cratone Rae è separato dal cratone Hearne dalla zona tettonica Snowbird (in inglese Snowbird Tectonic Zone, abbreviata in STZ), lunga 2.000 km. Nel corso del Neoarcheano e del Paleoproterozoico la STZ giocò un ruolo importante al momento dell'iniziale assemblaggio del cratone Churchill e della sua successiva rielaborazione. La STZ è una registrazione di eventi tettonici del Neoarcheano, simili in scala alle moderne cinture orogenetiche.
Al momento della formazione della Laurentia avvenuta tra 2,0 e 1,7 miliardi di anni fa, i cratoni Hearne e Rae formavano una striscia centrale sulla quale andarono in accrezione i cratoni Slave, Superiore e Wyoming. La striscia è delimitata da una serie di orogeni: a sud la Trans-Hudson datata a 1,92-1,69 miliardi di anni fa; a ovest la Taltson-Thelon (risalente a 2,0-1,9 miliardi di anni fa) e la Wopmey, datata a 1,97-1,84 miliardi di anni fa.
I cratoni Hearne e Rae subirono un grande rimescolamento durante l'assemblaggio della Laurentia e furono ricoperti da sequenze paleoproterozoiche.

## Penisola di Ungava
La penisola di Ungava, porzione della più ampia penisola del Labrador situata nella porzione nordorientale dello scudo canadese, è la zona in cui la Provincia Rae si connette alla Provincia Superiore. L'area è composta da rocce dell'Archeano (circa 2,9-2,7 miliardi di anni) appartenenti al Douglas Harbour Domain.
Le rocce archeane del cratone Rae sono ricoperte da sequenze supracrostali del Paleoproterozoico (circa 2,1-1,8 miliardi di anni) e da intrusioni di dicchi di diabase del Paleoproterozoico (2,2-2,0 miliardi di anni).
Le rocce supracrostali comprendono fogli che formano parte della fossa di Ungava e del Labrador. Nella zona a est dell'asse della fossa del Labrador, la deformazione paleoproterozoica ha rimodellato le rocce archeane del Douglas Harbour Domain, come pure i dicchi di diabase del Paleoproterozoico.
Le condizioni metamorfiche vanno in parallelo con l'aumento della deformazione da ovest a est e con il passaggio da facies di anfibolite a granulite. L'analisi degli isotopi dello zircone con la datazione uranio-piombo ha dato un'età attorno a 1,79 miliardi di anni. Questi risultati vengono interpretati come età del metamorfismo e indicano una riattivazione del margine nordorientale del cratone Superiore durante un evento tettonico-metamorfico risultante da una probabile collisione continentale.